# Yunnanilus
Yunnanilus — рід в'юнів з родини немахейлових (Nemacheilidae).
Поширені в південному Китаї (Юньнань, Гуйчжоу, Сичуань та Гуансі), а також у частині М'янми та В'єтнаму. Зазвичай зустрічаються в озерах, болотах або річках з повільною течією; є й печерні види. Часто пов'язані з карстовими районами.
34 види за даними проєкту FishBase станом на 2023 рік включались до складу роду Yunnanilus. Однак їхній таксономічний статус залишається непевним. У такому складі морфологічна монофілія роду не була підтверджена. Yang & Chen (1995) розділили рід Yunnanilus на групи видів Y. pleurotaenia та Y. nigromaculatus на основі відповідно наявності або відсутності бічної лінії та цефалічних (на голові) каналів бічної лінії. Згодом частина видів, які перебували в складі групи Y. nigromaculatus, була перенесена до роду Eonemachilus. Визначальними ознаками при цьому вказувались кінцевий рот, високе тіло та особливий малюнок забарвлення. Кілька інших видів були включені до складу родів Heminoemacheilus, Micronemacheilus, Paranemachilus та Petruichthys. Згодом рід Heminoemacheilus був визнаний недійсним, але 2 види (колишні Y. bailianensis і Y. longibarbatus), які зараховувались до його складу, мають набір діагностичних ознак, які не відповідають жодному із дійсних родів, тому можливо для них буде створений ще один новий рід.
Молекулярні дані також не підтвердили монофілію роду Yunnanilus в традиційному широкому розумінні. Реконструйоване філогенетичне дерево відображає складні внутрішні зв'язки в його складі, а генетичні відстані між окремими видами варіюють у значному діапазоні. Види, перенесені за морфологічними ознаками до роду Eonemachilus, не утворюють групу з Yunnanilus, а займають базальну позицію як сестринська група до всіх інших родів немахейлових. Представники родів Petruichthys, Micronemacheilus та Paranemachilus також утворюють окремі клади. Окрему еволюційну кладу утворюють і Y. bailianensis з Y. longibarbatus.
До діагностичних ознак роду Yunnanilus належать такі: нижній рот, передня та задня ніздрі трохи розділені, передня ніздря трубкоподібна, без подовженої структури, схожої на вуса, губи з борознами, але без сосочків, щоки без лусок, наявні бічна лінія та пори бічної лінії на голові. Спільним для родів Eonemachilus, Micronemacheilus і Yunnanilus є добре розділені передня та задня ніздрі, але в представників роду Eonemachilus відсутні бічна лінія та її цефалічні пори, а представники роду Micronemacheilus мають великі сосочки на губах. Рід Paranemachilus відзначається близьким розташуванням ніздрів та наявністю лусок на щоках. В той же час ознаки, за якими роди відрізняються один від іншого, є дискусійними, а філогенетичні зв'язки й особливо валідність деяких номінальних родів остаточно не з'ясовані.
За даними проєкту Catalog of Fishes станом на серпень 2023 року рід Yunnanilus обмежується такими видами:
- Yunnanilus analis  Yang, 1990
- Yunnanilus beipanjiangensis  Li, Mao & Sun, 1994
- Yunnanilus chuanheensis  Jiang, Zhao, Du & Wang, 2021
- Yunnanilus chui  Yang, 1991
- Yunnanilus discoloris  Zhou & He, 1989
- Yunnanilus elakatis  Cao & Zhu, 1989
- Yunnanilus forkicaudalis  Li, 1999
- Yunnanilus jiuchiensis  Du, Hou, Chen & Yang, 2018
- Yunnanilus longibulla  Yang, 1990
- Yunnanilus macrogaster  Kottelat & Chu, 1988
- Yunnanilus macrolepis  Li, Tao & Mao, 2000
- Yunnanilus macrositanus  Li, 1999
- Yunnanilus nanpanjiangensis  Li, Mao & Lu, 1994
- Yunnanilus paludosus  Kottelat & Chu, 1988
- Yunnanilus parvus  Kottelat & Chu, 1988
- Yunnanilus pleurotaenia  (Regan, 1904)
- Yunnanilus polylepis  Qin, Shao, Du & Wang, 2024
- Yunnanilus sichuanensis  Ding, 1995
- Yunnanilus spanisbripes  An, Liu & Li, 2009

Враховуючи поточну заплутану таксономію роду Yunnanilus, необхідно провести ще додаткові дослідження, потрібно оглянути більше зразків для чіткого визначення їхніх як молекулярних, так і остеологічних та морфологічних ознак. Проте багато видів цієї групи є цінними й рідкісними, важко придбати свіжу тканину для досліджень. Більшість видів обмежується окремими невеликими водоймами, що робить їх дуже вразливими до змін у навколишньому середовищі. Сільськогосподарське замулення, органічне забруднення, пестициди, важкі метали, деградація середовищ існування та сильні посухи глибоко впливають на ці ендемічні види. Наразі чотири види Yunnanilus занесені до Червоного списку МСОП видів, що перебувають під загрозою. Серед них Y. discoloris перебуває на межі зникнення (Critically Endangered, CR), Y. pleurotaenia є вразливим (Vulnerable, VU), а для Y. macrogaster і Y. parvus не вистачає даних (Data Deficient, DD).